# Aşağı Astanlı
Aşağı Astanlı è un comune dell'Azerbaigian situato nel distretto di Yardımlı. Conta una popolazione di 890 abitanti.